# バルチック (客船)

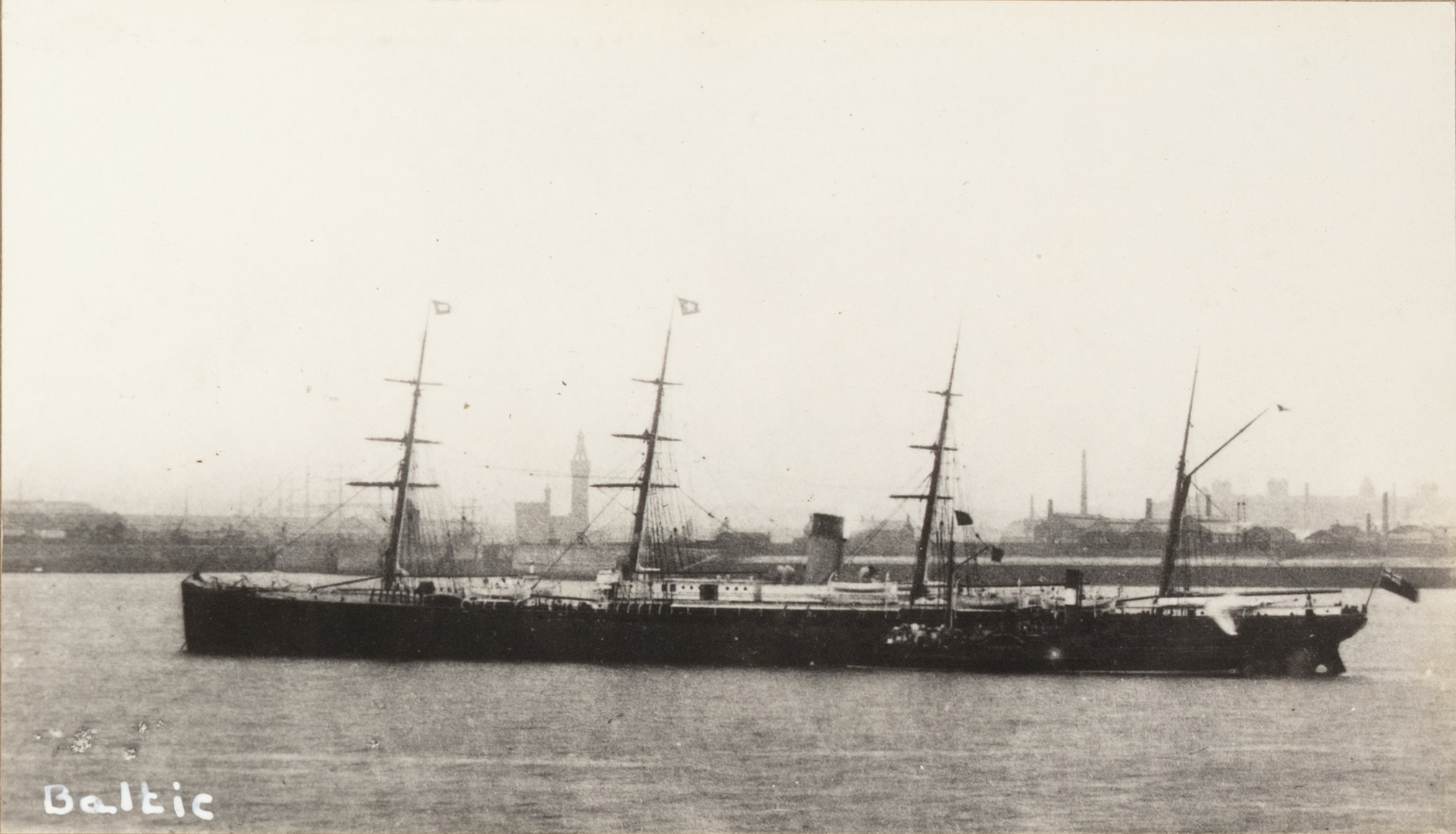

バルチック（SS Baltic）は、ホワイト・スター・ラインが所有していた客船（オーシャン・ライナー）である。バルティックと表記されることもある。

## 概要
1871年にハーランド・アンド・ウルフによって建造され、大西洋航路に就航した。ホワイト・スター・ラインの客船で初めてハーランド・アンド・ウルフで建造された客船である。進水当初はパシフィック(Pacific)と命名されていたが、のちにバルチックと改名された。

1873年には東回り航路でブルーリボン賞を受賞している。

## ホーランド・アメリカ・ラインへ移籍後
1889年に客船テュートニックが就航すると、バルチックはホーランド・アメリカ・ラインに売却され、オランダの地名である「ビーンダム（Veendam）」という船名へ改名された。このとき、主機を二連成のものから三連成のものに換装された。

1898年2月6日、ビーンダムは漂流していた船と衝突し、沈没した。幸いにも、乗員乗客は全員無事だった。